# Marta Kąkol
Marta Kąkol (ur. 25 lutego 1992 w Wejherowie) – polska lekkoatletka specjalizująca się w rzucie oszczepem.

## Kariera sportowa
W 2009 roku uplasowała się na siódmej lokacie podczas mistrzostw świata juniorów młodszych oraz była czwarta na europejskim festiwalu młodzieży. Reprezentantka Polski w zimowym pucharze Europy w rzutach i meczach międzypaństwowych. 
Wicemistrzyni Polski (2015) oraz czterokrotna brązowa medalistka mistrzostw Polski (2010, 2012, 2014 i 2016). Złota medalistka ogólnopolskiej olimpiady młodzieży, mistrzostw kraju juniorów (Białystok 2010) oraz młodzieżowych mistrzostw Polski.
Rekord życiowy: 58,43 (26 lipca 2015, Warszawa).

## Osiągnięcia
| Rok  | Impreza                                 | Miejsce          | Pozycja           | Wynik |
| ---- | --------------------------------------- | ---------------- | ----------------- | ----- |
| 2009 | Mistrzostwa świata juniorów młodszych   | Tyrol Południowy | 7. miejsce        | 50,01 |
| 2009 | Europejski festiwal młodzieży           | Tampere          | 4. miejsce        | 46,68 |
| 2011 | Zimowy puchar Europy w rzutach          | Sofia            | 10. miejsce       | 48,68 |
| 2013 | Młodzieżowe mistrzostwa Europy          | Tampere          | el. – 15. miejsce | 51,49 |
| 2015 | Superliga drużynowych mistrzostw Europy | Czeboksary       | 9. miejsce        | 53,44 |